# 민중 그리스어
민중 그리스어 또는 디모티키(δημοτική, "민중의")는 오늘날 그리스에서 널리 쓰이는 그리스어이다. '디모티키'란 말은 1818년부터 쓰이기 시작하였다. 이 말은 1976년까지 공식 언어로 쓰였으며 인공적으로 만들어진 카타레부사 그리스어와 대비하는 의미로 고대 그리스어에서 자연스럽게 발전한 언어임을 뜻한다. 민중 그리스어와 카타레부사 그리스어는 그리스의 언어 문제가 민중 그리스어로 해결될 때까지 양층언어의 전형적인 예였다.

## 민중 그리스어와 '현대 그리스어'
민중 그리스어는 종종 현대 그리스어와 동일시되기도 하지만, 두 낱말의 뜻이 꼭 같지는 않다. 민중 그리스어는 그리스 사람들이 일상적으로 쓰며 자연스럽게 발전한 언어를 이르지만, 오늘날 현대 그리스어('표준 그리스어', Νεοελληνική Κοινή)는 민중 그리스어와 카타레부사의 결합을 뜻하는 의미에 가깝다. 물론 여기서 민중 그리스어의 영향이 훨씬 강력하며, 사실상 "교양있는" 요소로 살찌운 다양한 민중 그리스어로 볼 수 있다. 오늘날 쓰이는 구어 그리스어를 '민중 그리스어'라 불러도 틀리지 않지만, 이런 표현은 현대 그리스어에 (특히 문어나 공식 형태에서) 일상 담화에는 없으며 오직 고어에서 도입한 수많은 낱말, 문법 형태, 음운 특징이 있음을 무시하는 것이다. 또 가장 고어 형태인 카타레부사 그리스어는 고대 그리스어로서 여겨진 적이 없으며 언제나 '현대 그리스어'로 불린다. 따라서 '현대 그리스어'란 말은 민중 그리스어, 표준 현대 그리스어, 심지어 카타레부사 그리스어도 포괄한다.

## 같이 보기
- 그리스어
- 고대 그리스어
- 현대 그리스어
- 카타레부사 그리스어